# Vuilleminia alni
Vuilleminia alni Boidin, Lanq. & Gilles – gatunek grzybów z rodziny Vuilleminiaceae.

## Systematyka i nazewnictwo
Pozycja w klasyfikacji według Index Fungorum: Vuilleminia, Vuilleminiaceae, Corticiales, Incertae sedis, Agaricomycetes, Agaricomycotina, Basidiomycota, Fungi.
Po raz pierwszy takson ten opisali w 1994 r. Jacques Boidin, Paule Lanquetin i Gérard Gilles na martwych gałęziach olszy czarnej (Alnus glutinosa) we Francji. Synonim: Vuilleminia coryli var. alni (Boidin, Lanq. & Gilles) Krieglst.1999.

## Morfologia
Owocniki rozpostarte o gładkiej, galaretowatej powierzchni, w stanie świeżym o barwie od cielistej do żółtawej, woskowate, pęczniejące przy wilgotnej pogodzie, po wyschnięciu żółtawy nalot jest ledwo wyczuwalny. Zarodniki 16–17,8–19,7 × 4,7–5,2–5,7(5,8) µm; Q= 3,0–3,4-3,8; Vm = 255 µm³; cylindryczno-kiełbaskowate, gładkie, szkliste.
W Index Fungorum Vuilleminia alni jest traktowana jako odrębny gatunek. Jednak morfologicznie nie można jej odróżnić powleczki podkorowej (Vuilleminia comedens) i z tego powodu przez niektórych mykologów traktowana jest jako jej synonim. Bardzo podobna jest również Vuilleminia coryli.

## Występowanie i siedlisko
Vuilleminia alni znana jest tylko w Europie. Brak jej w wykazie wielkoowocnikowych grzybów podstawkowych Polski W. Wojewody z 2003 r., co może wynikać z faktu, że przez niektórych mykologów jest uważana za synonim powleczki podkorowej (Vuilleminia comedens). Jej stanowiska w Polsce podaje jednak internetowy atlas grzybów. Zaliczona w nim jest do rejestru gatunków rzadkich.
Saprotroficzny grzyb kortycjoidalny występujący na olszach (Alnus). Rozwija się na drewnie pod korą, powodując jej oddzielenie się od drewna.